# Corydoras amandajanea
Corydoras amandajanea Sands, 1995 è un pesce d'acqua dolce appartenente alla famiglia Callichthyidae.

## Distribuzione e habitat
È comune nel nord del Brasile (Rio Negro e suo affluente Uarinabe).

## Descrizione
Presenta un corpo leggermente compresso sui lati e sull'addome, che raggiunge la lunghezza massima di 5,9 cm. La colorazione è rosata con due macchie nere, una sul dorso e su parte della pinna dorsale e una striatura verticale che passa dall'occhio, sulla testa. Tra queste due macchie è presente un'area arancione.
Può essere confuso con Corydoras crypticus, altra specie diffusa nel bacino del Rio Negro.

## Biologia

### Comportamento
Forma piccoli gruppi.

### Alimentazione
È onnivoro.

## Acquariofilia
Non è una specie comune negli acquari.